# En riktig jul

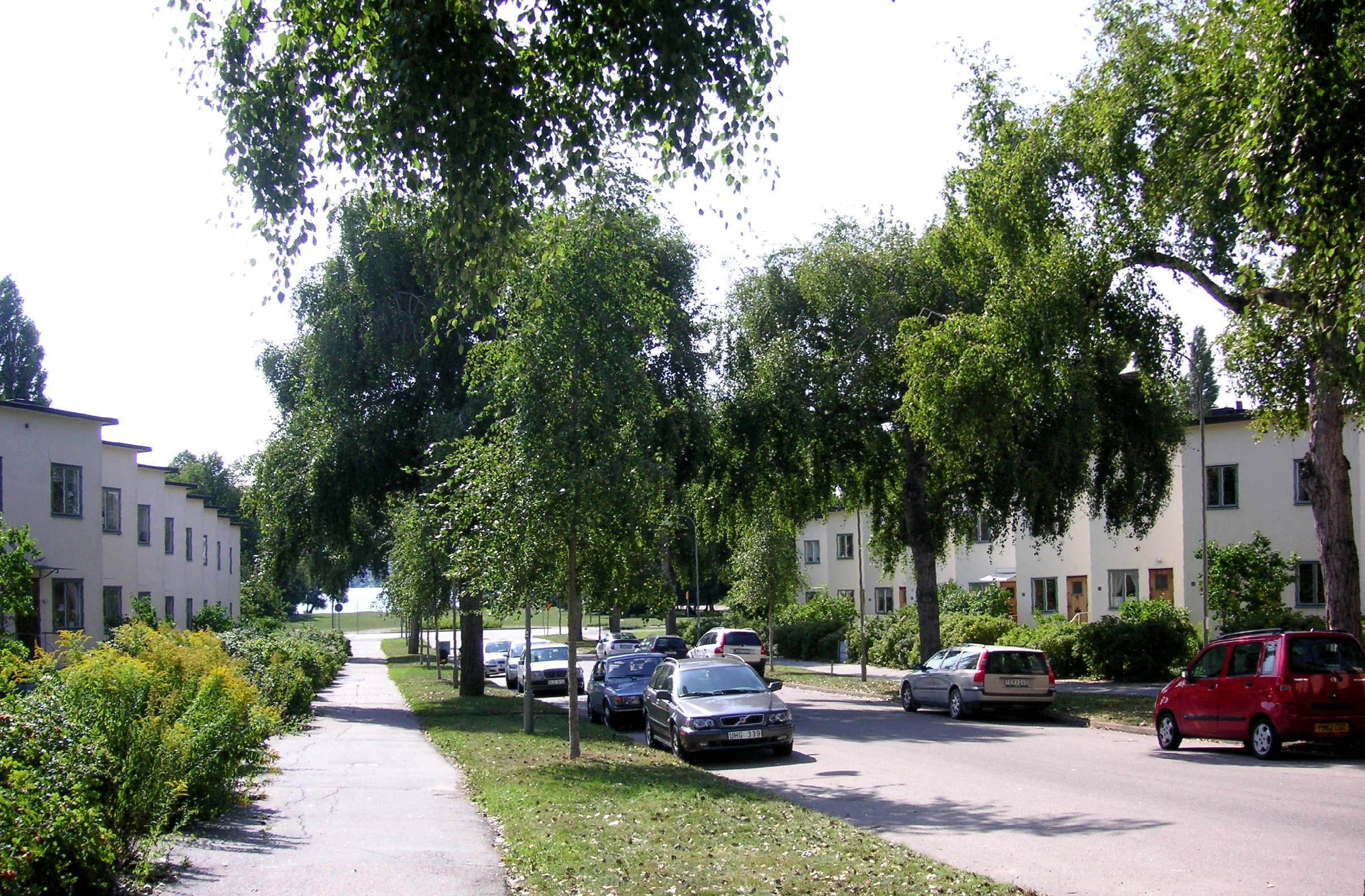
Ålstensgatan en el verano de 2007.

En riktig jul ("Una real Navidad") es un programa de televisión sueco de 2007, dirigido por Simon Kaijser da Silva y los guionistas fue Hans Rosenfeldt y Pernilla Oljelund. Fue transmitido como Julkalendern en Sveriges Television (SVT) en 2007.
El programa fue producido entre enero y marzo de 2007 en Estocolmo. Fue grabado a Ålstensgatan ("La calle de Ålsten") en Ålsten y Årsta torg en Årsta. También fue grabado en estudio á junio.

## Argumento
Mila es una chica que tiene 10 años. Vive con su madre Katerina que le gusta el vecino Klas, pero Mila no le gusta él y quiere "en riktig jul" ("una real Navidad") con solo ella y su madre. Mila escribe "En riktig jul" en su lista de deseos á Papá Noel ("Jultomten") y la "tomtenissa" Elfrid viene y ayunda Mila.

## Participaciones
- Mila - Olivia Nystedt
- Katerina - Vanna Rosenberg
- Jultomten (Papá Noel) - Allan Svensson
- Elfrid - Suzanne Ernrup
- Klas - Kalle Westerdahl
- Jocke, el hijo de Klas - Dexter Dillén-Pardon
- Pascal Petersén - Johan Ulveson
- Ettan Nilsson - Sissela Kyle
- Oso polar (voz) - Lennart Jähkel
- Tekniknisse - Emil Almén
- Anna Sahlin
- Frasse - Shebly Niavarani
- Policía - Joakim Lindblad
- Jessica Zandén
- Viktor Källander